# Joseph Chan
Joseph Robert Chan (ur. 17 czerwca 1946) – papuaski strzelec, olimpijczyk. 
Brał udział w Letnich Igrzyskach Olimpijskich 1984 (Los Angeles). Startował w konkurencji karabinu małokalibrowego leżąc (50 m), w której zajął 64. miejsce.

## Wyniki olimpijskie
| Igrzyska | Konkurencja                       | Wynik                          | Miejsce | Źródło |
| -------- | --------------------------------- | ------------------------------ | ------- | ------ |
| IO 1984  | Karabin małokalibrowy leżąc, 50 m | 573 punkty (97-97-94-96-93-96) | 64.     | [ 1 ]  |